# Со Юаньли
Со Юаньли́ (кит. трад. 索元禮, упр. 索元礼, пиньинь Sǔo Yuánlǐ; ум. 691) — один из чиновников-дознавателей китайской императрицы династии Тан У Цзэтянь, известных как «чиновники-тираны» (кули).

## Биография
Не был этническим китайцем, происходил из Центральной Азии. Служил в Лояне, где занимался поиском нелояльных императрице сановников, их пытками и последующим уничтожением. Несмотря на то, что «чиновников-тиранов» было около двадцати, Со был одним из самых жестоких. Поскольку У Цзэнтань награждала его за каждого казнённого, Со Юаньли находил и казнил всё больше «заговорщиков». В конце концов, сам был брошен в тюрьму по обвинению в коррупции, где и умер в 691 году.